# Erich Rosig
Erich Rosig (* 2. Mai 1894 in Niedersedlitz; † 1944) war ein deutscher Unternehmer, Politiker (NSDAP) und SS-Obersturmbannführer.

## Leben und Wirken
Erich Rosig war zunächst als Bankbeamter in der Stadt Auerbach im Vogtland tätig. Er trat zum 1. März 1930 der NSDAP bei (Mitgliedsnummer 205.723) und kandidierte für die 6. Wahlperiode des sächsischen Landtags. Im Frühjahr 1933 wurde er in den Landtag berufen, der bereits im Oktober 1933 aufgelöst wurde.
Als Mitglied der SS (SS-Nummer 255.909) wird er 1933 als Führer der SS-Standarte 177 bezeichnet. Am 10. September 1939 erfolgte seine Beförderung zum SS-Obersturmbannführer. Im März 1933 wurde er als Kommissar für Schutzhaftsachen bei der Kreishauptmannschaft Dresden-Bautzen eingesetzt und war für die Verhaftung und Internierung zahlreicher Gegner der Nationalsozialismus verantwortlich.
Rosig wurde später Oberregierungsrat im Wirtschaftsministerium und persönlicher Referent von Georg Lenk. Er gehörte außerdem dem Aufsichtsrat der Auto Union AG in Chemnitz an und war u. a. 1937 an der Vermittlung von Proberennwagen an SS-Offizieren beteiligt. 1939 war Erich Rosig bereits zum Regierungsdirektor aufgestiegen. Im März 1940 schied Erich Rosig aus dem Aufsichtsrat der Auto Union AG aus. Ferner war Erich Rosig Vorsitzender des Aufsichtsrates der Energieversorgung Groß-Dresden Aktiengesellschaft Dresden und Mitglied des Aufsichtsrates Aktiengesellschaft Sächsische Werke Dresden.
Er wohnte zunächst in der Semperstraße 6, dann in der Max-Klinger-Straße 6 in Dresden.